# سردر عمارت بابان
سردر عمارت بابان مربوط به دوره پهلوی دوم است و در سنندج، خیابان کشاورز، کوچه بابان واقع شده و این اثر در تاریخ ۲۳ شهریور ۱۳۸۲ با شمارهٔ ثبت ۱۰۱۶۸ به‌عنوان یکی از آثار ملی ایران به ثبت رسیده است.